# Nxt Museum
Nxt Museum is een museum voor nieuwe mediakunst en digitale kunst in Amsterdam-Noord. Het opende zijn deuren in augustus 2020 en wordt beschouwd als het eerste museum in Nederland dat zich exclusief richt op grootschalige, immersieve kunstinstallaties die gebruikmaken van moderne technologieën.

## Geschiedenis en Concept
Het idee voor Nxt Museum ontstond uit de wens om een platform te creëren voor kunstvormen die de grenzen van traditionele media overschrijden.  Het museum is gevestigd in een voormalige scheepsbouwloods in Amsterdam-Noord, een locatie die is omgebouwd om de complexe technische vereisten van de tentoongestelde werken te accommoderen.
De visie van Nxt Museum is gericht op het verkennen van de raakvlakken tussen kunst, technologie, wetenschap en creativiteit. Het museum presenteert installaties die vaak interactief zijn en de bezoeker onderdompelen in visuele en auditieve ervaringen. De kunstwerken worden vaak gecreëerd door internationale artiesten en collectieven die voorop lopen in het gebruik van nieuwe media.

## Tentoonstellingen
Sinds de opening heeft Nxt Museum verschillende belangrijke tentoonstellingen gepresenteerd. De openingsinstallatie, Shifting Proximities, toonde werken van onder andere Marshmallow Laser Feast en Random International. Deze tentoonstelling benadrukte de relatie tussen mens, natuur en technologie door middel van grootschalige projecties en sensoren.
Latere tentoonstellingen richtten zich  op thema's als data-esthetiek, artificiële intelligentie in kunst en de impact van digitale cultuur op de samenleving.

## Architectuur en faciliteiten
Het gebouw van Nxt Museum beslaat een oppervlakte van ongeveer 2100 vierkante meter en is speciaal ontworpen om de grootschalige digitale installaties te kunnen huisvesten. Het beschikt over hoge plafonds en flexibele ruimtes die aangepast kunnen worden aan de unieke eisen van elke tentoonstelling. Geavanceerde projectie-, geluids- en interactieve technologieën zijn geïntegreerd in de infrastructuur van het museum.